# 最大模原理

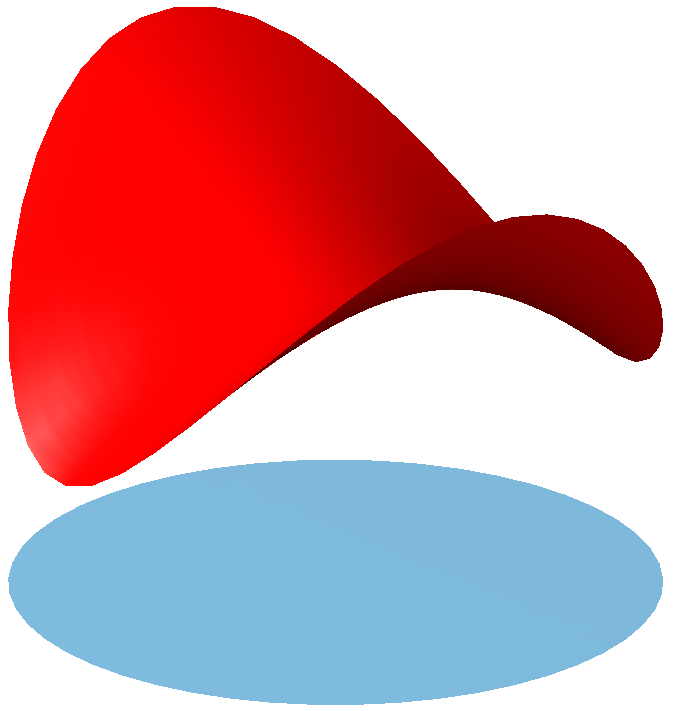
复变函数cos(z)的模的图像（红色），其中 z 在单位原盘（蓝色）取值。最大模原理表明：函数的模的最大值不能在圆盘内部取得（因此红色曲面的最高处在边缘上）。

在复分析中，最大模原理说明，如果 f 是一个全纯函数且不是常数，那么它的模{\displaystyle |f|}在定义域内取不到局部最大值。
换句话说，全纯函数 f 要么是常数函数，要么对于其定义域之内的任意点 z0，都存在任意靠近它的点 z，使得{\displaystyle |f(z)|>|f(z_{0})|}。

## 正规陈述
设复值函数 f 在复平面 C 的连通开子集 D 上全纯。如果存在{\displaystyle z_{0}\in D}，使得对z0的某个邻域上的任意点 z 都有{\displaystyle |f(z_{0})|\geq |f(z)|}（即{\displaystyle z_{0}}是模的局部最大值点），那么函数 f 是 D 上的常数函数。
通过取倒数，可以得到等价的最小模原理：设f在有界区域D的内部全纯，并连续到D的边界上，而且没有零点，则|f(z)|的最小值在D的边界上取得。
另外，最大模原理可视为开映射定理的特殊情况，即非常数的全纯函数把开集映为开集。若|f|在点z处取得极大值，则z的一个充分小的开邻域的像不可能是开的。因此，f是常数。

## 证明概要

### 利用调和函数的最大值原理
用复变量自然对数的等式
{\displaystyle \log {f(z)}=\ln {|f(z)|}+i\arg {f(z)}}
推导出{\displaystyle |f(z)|}是调和函数。由于 z0 是这个函数的一个极大值，根据最大值原理，{\displaystyle |f(z)|}在定义域上是常数。因此，运用柯西-黎曼方程可以得到{\displaystyle f'(z)=0}，于是f(z) 是常数函数。通过类似的论证可以得到，|f|的极小值只能在f(z)的孤立零点处取得。 

## 物理解释
用热传导方程可以给出这个原理的一个物理解释。由于{\displaystyle \log {|f(z)|}}是调和函数，所以可以看作是区域D上的稳定态热流。假设区域D的内部取得严格最大值，则这一最大值点的热量会向周围传导，这与稳定态是相互矛盾的。

## 应用
最大模原理在复分析中有许多应用，可以用来证明：
- 代数基本定理，使用最大模原理的证明是一个基本的复分析的证明，可以在很多复分析教材中看到。
- 施瓦茨引理，在复分析中有许多推广和应用。
- 其推广是弗拉格门-林德洛夫原理，将结果推广到定义域无界的函数。
- 博雷尔-卡拉西奥多里定理